# Litoria littlejohni
Litoria littlejohni (Littlejohn's Tree Frog, Heath frog u Orange-bellied Tree Frog) es una especie de anfibio anuro del género Litoria, de la familia Hylidae.

## Distribución geográfica
Es originaria de Australia, y su área de distribución se extiende desde Wyong (Nueva Gales del Sur) hasta Buchan (Victoria). It lives in Western Australia and the Northern Territory.
La rana adulta macho llega a 5.0 cm y la hembra a 7.0 cm.  Esta rana es de color marrón claro con marcas más oscuras y una banda oscura en la espalda y rayas oscuras desde la nariz hasta las axilas. Tiene un vientre más ligero. Tiene una coloración naranja donde sus patas se encuentran con su cuerpo.
Esta rana vive en bosques.  Se esconde en plantas y sobre hojas muertes.
Esta rana pone huevos en arroyos y pantanos. Los renacuajos viven en piscinas de movimiento lento con luz solar.
Esta rana está en peligro en Nueva Gales del Sur porque los seres humanos cambian sus bosques y arroyos, debido al cambio climático y porque especies introducidas de peces comen sus huevos.